# بن واتسون (بازیکن فوتبال، زاده دسامبر ۱۹۸۵)
بن واتسون (انگلیسی: Ben Watson؛ زادهٔ ۶ دسامبر ۱۹۸۵) بازیکن فوتبال در پست مهاجم اهل انگلستان است.

## باشگاهی
از باشگاه‌هایی که در آن بازی کرده‌است می‌توان به باشگاه فوتبال ایست‌بورن بورو، باشگاه فوتبال گرایس اتلتیک، باشگاه فوتبال فارست گرین راورز، باشگاه فوتبال اکستر سیتی، باشگاه فوتبال برایتون و هاو آلبیون، باشگاه فوتبال اکستر سیتی، باشگاه فوتبال فارست گرین راورز، باشگاه فوتبال ترورو سیتی، و باشگاه فوتبال بیدفورد اشاره کرد.

## تیم ملی
وی همچنین در تیم ملی فوتسال انگلستان بازی کرده است.